# 印登額
印登額為中國清朝武官官員，本籍滿洲。1820年（嘉慶25年）奉旨接任武隆阿擔任台灣鎮總兵。是台灣清治時期此期間，受台灣道制約的台灣地區最高軍事首長。
| 前任： 武隆阿 | 台灣鎮總兵 1820年上任 | 繼任： 觀喜 |